# Fernand Dubois
Pour les articles homonymes, voir Dubois.
Fernand Dubois (1861-1939) est un sculpteur et médailleur belge de style Art nouveau.

## Biographie

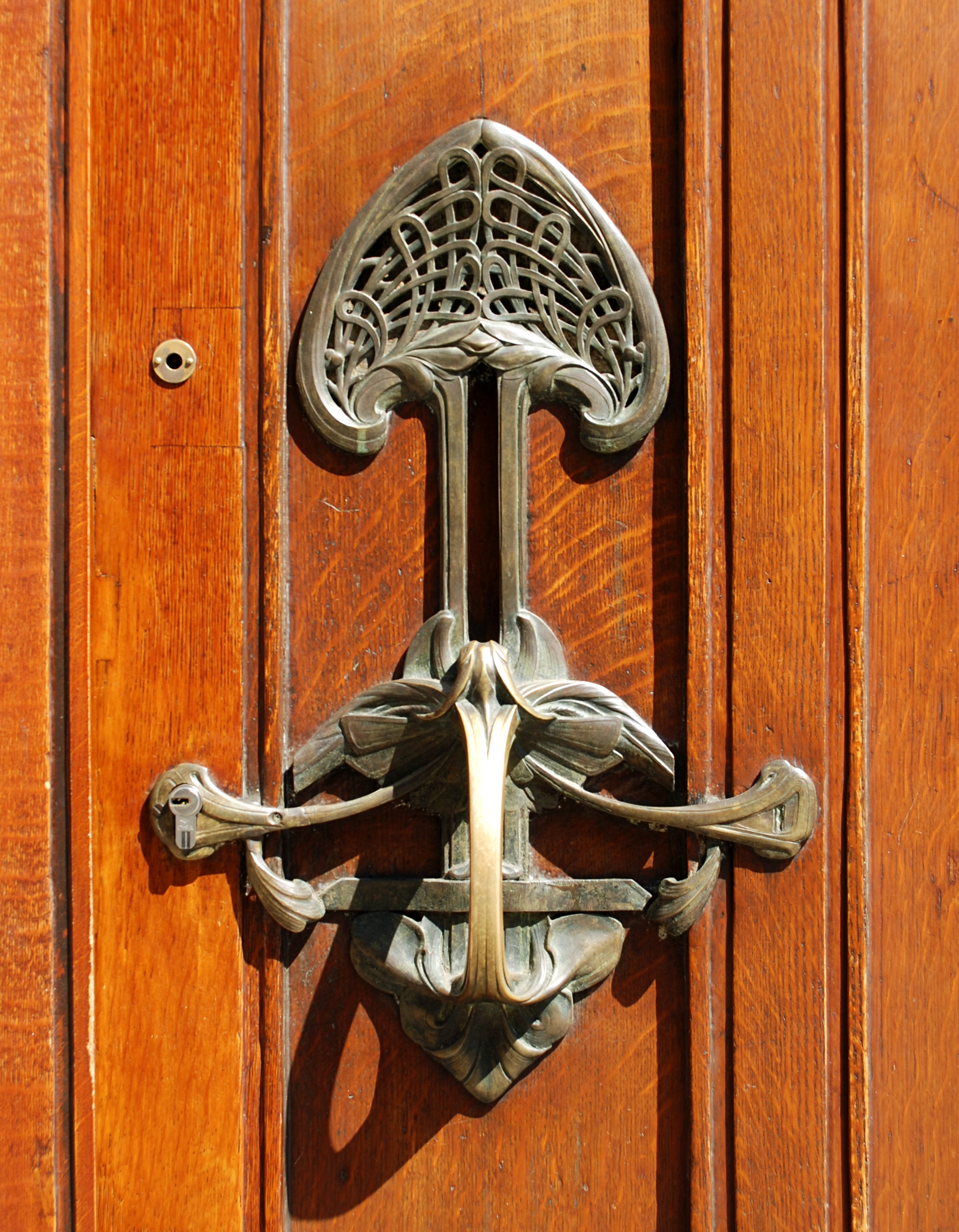
Poignée de porte de la Maison-atelier du sculpteur Fernand Dubois.

Fernand Dubois est l'élève du sculpteur Charles Van der Stappen.
Il participe aux expositions du Groupe des XX et du cercle artistique de La Libre Esthétique.
À l'occasion de l'Assemblée générale de la Société royale de Numismatique de Belgique du 2 juillet 1893, il réalise un jeton en souvenir du prince Baudouin de Belgique (1869-1891) récemment décédé.
En 1901-1903, il se fait construire à Forest (Bruxelles) dans la banlieue bruxelloise une maison de maître avec atelier par Victor Horta, connue sous le nom de Maison-atelier du sculpteur Fernand Dubois. La poignée de porte et la sonnette de cet immeuble sont réalisées par Fernand Dubois lui-même.
En 1905, il se fait construire une villa sur les hauteurs de Sosoye, dans la vallée de la Molignée. Cette résidence secondaire appelée la villa Haute Bise est aussi réalisée dans le style Art nouveau d'après les plans de Victor Horta.

## Œuvres dans les collections publiques
- Bruxelles, musée du Cinquantenaire : Coffret de mariage, avant 1897, ivoire, plâtre, laiton argenté, bois tropical.
- Saint-Gilles (Bruxelles), Maison Horta : Chandelier à cinq branches, 1899.